# Richard Schmidt (Politiker, 1882)

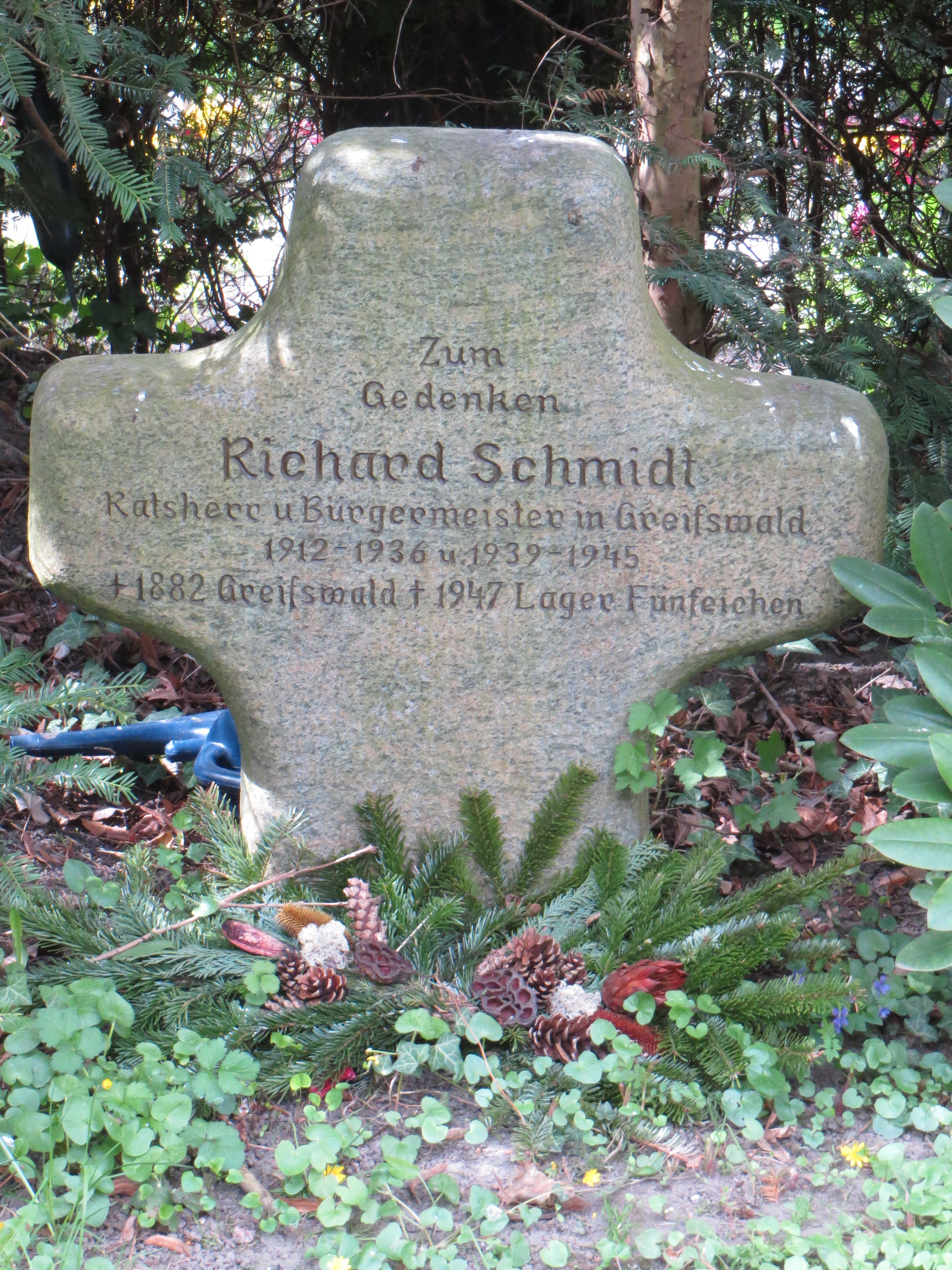
Gedenkstein für Richard Schmidt auf dem Alten Friedhof in Greifswald (2014)

Richard Schmidt (* 11. November 1882 in Greifswald; † 18. Dezember 1946 in Neubrandenburg) war ein deutscher Kommunalpolitiker und Bürgermeister von Greifswald.

## Leben
Richard Schmidt besuchte von 1892 bis 1901 in seiner Vaterstadt das Gymnasium; von 1901 bis 1904 studierte er in an den Universitäten Leipzig und Greifswald Jura. In Leipzig wurde er 1901 Mitglied der Burschenschaft Roter Löwe. Von 1905 bis 1909 war er Gerichtsreferendar und 1909–1912 Gerichtsassessor; es folgten verschiedene Tätigkeiten in der Greifswalder Stadtverwaltung.
Er wurde 1912 erstmals in den Rat der Stadt gewählt. Als Greifswald 1913 kreisfreie Stadt wurde, erhielt er unter Oberbürgermeister Willy Gerding ein Bürgermeisteramt, das er bis 1936 ausübte. 1934 trat er der SA bei. 1939 wurde er erneut zum Bürgermeister von Greifswald berufen. Nach der Flucht des Oberbürgermeisters Friedrich Rickels führte er ab April 1945 vertretungsweise dessen Amtsgeschäfte. Er gehörte neben anderen Persönlichkeiten der Stadt, wie dem Universitätsrektor Carl Engel, dem Theologen Ernst Lohmeyer und dem Mediziner Gerhardt Katsch zu einer parteiübergreifenden Gruppe, die Ende April / Anfang Mai den Stadtkommandanten Rudolf Petershagen für eine kampflose Übergabe Greifswalds an die Rote Armee gewinnen konnten. Zwischen dem 6. und 8. Mai 1945 erfolgte die Verhaftung von Richard Schmidt, Siegfried Remertz, Carl Engel und anderen durch die Sowjetische Militäradministration in Deutschland. Schmidt wurde zunächst in das als „Gefängnis Nr.5“ bezeichnete Straflager des NKWD nach Strelitz-Alt gebracht, später nach Neubrandenburg ins Speziallager Fünfeichen, wo er 1946 ums Leben kam.